# Депутатская улица (Санкт-Петербург)
Депута́тская улица — улица на Крестовском острове в Петроградском районе Санкт-Петербурга. Проходит от Петроградской улицы до набережной Мартынова.

## История
Первоначальное название Надеждинская улица известно с 1877 года (на участке от проспекта Динамо до Константиновского проспекта), дано по имени одной из владелиц Крестовского острова из семьи князей Белозерских-Белосельских. 16 апреля 1887 года присвоено название Холмогорская улица, по городу Холмогоры в ряду улиц Петербургской стороны, наименованных по населённым пунктам Архангельской губернии.
Современное название Депутатская улица дано 27 февраля 1941 года в честь народных депутатов в связи с открытием 8-й сессии Верховного Совета СССР 1-го созыва.

## Достопримечательности

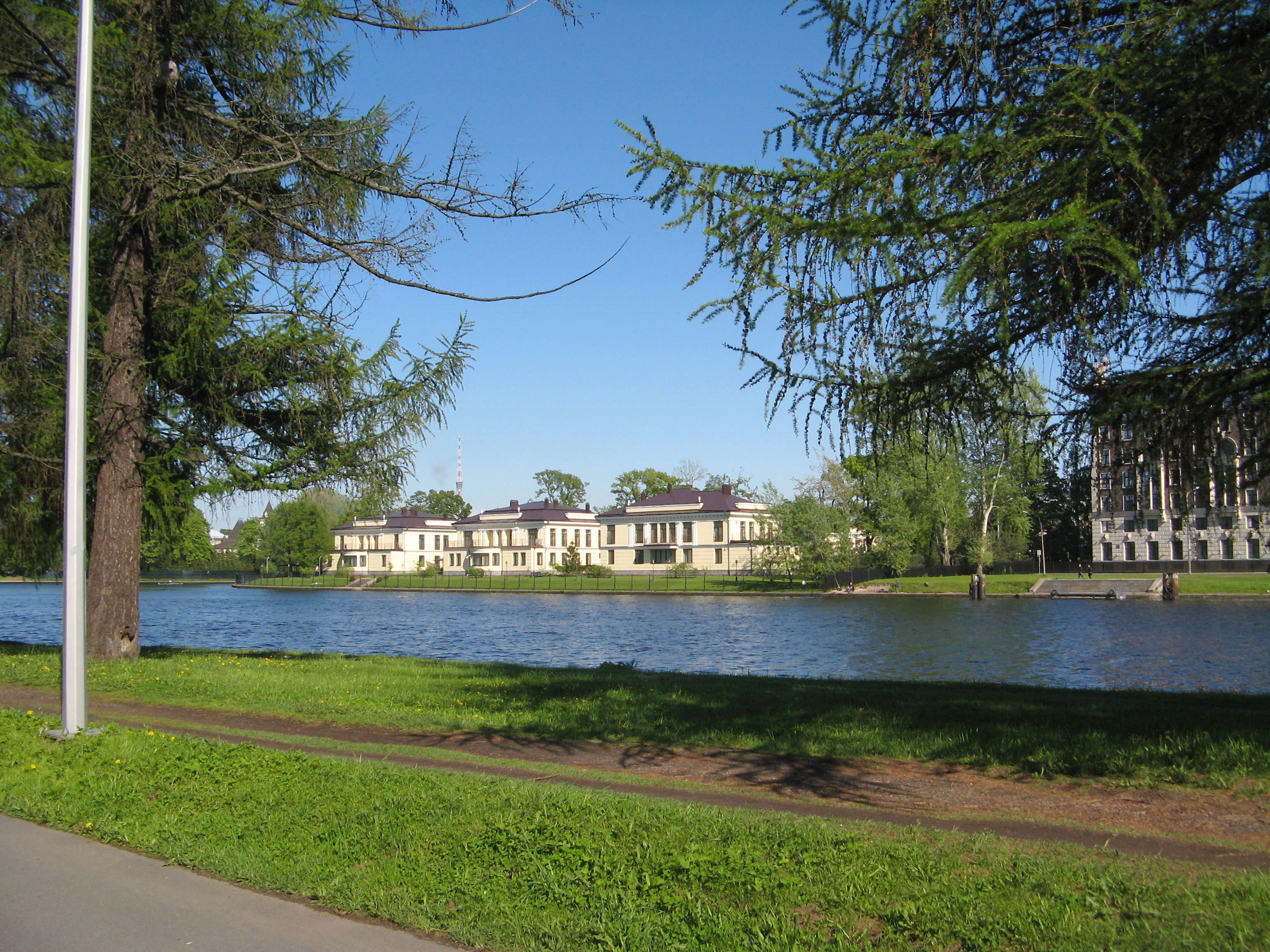
Коттеджный посёлок для судей Конституционного Суда РФ, вид с Елагина острова

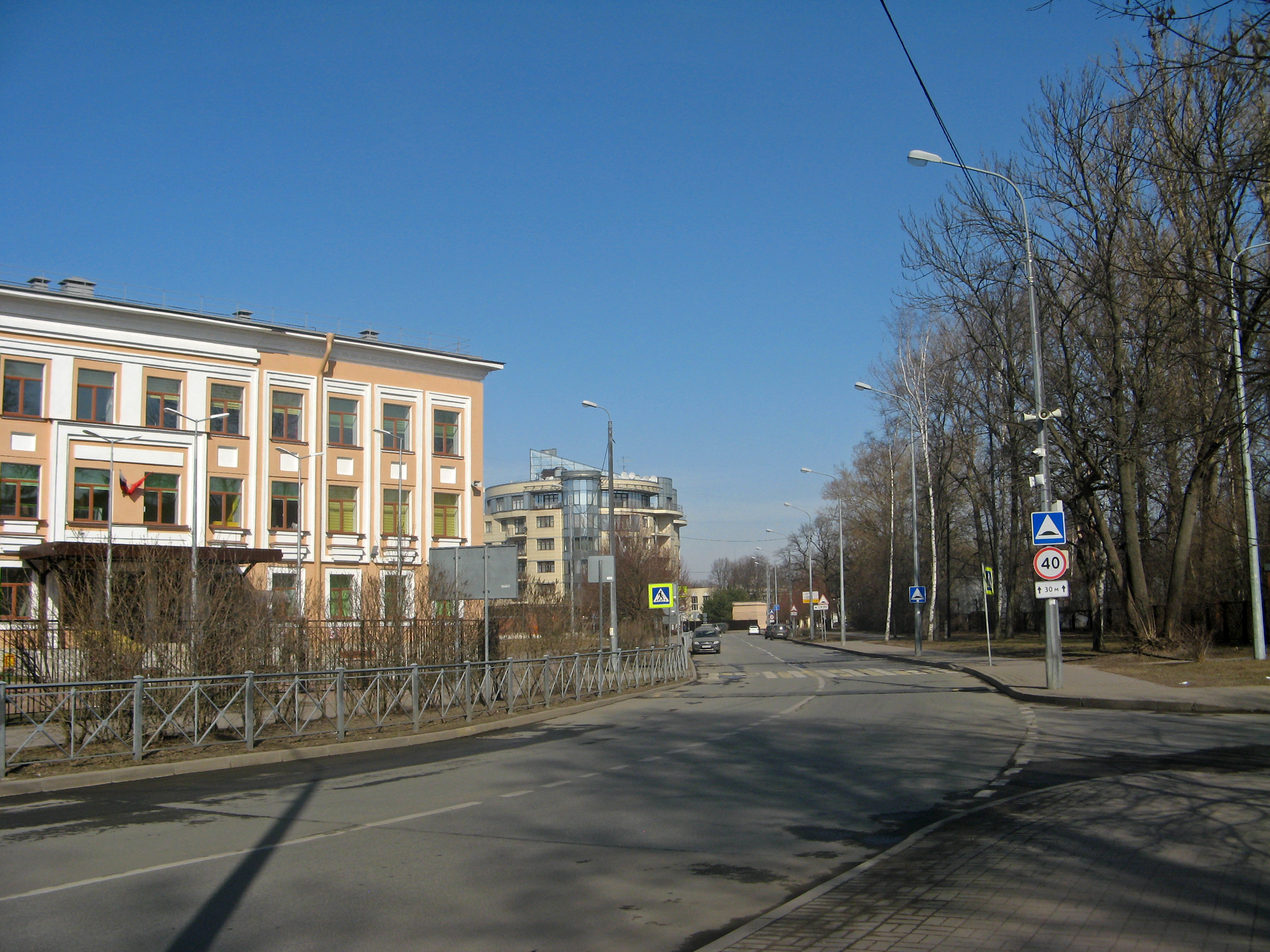
Вид от школы (дом 6)

- Поликлиника при Управлении Делами Президента РФ.
- Городская больница № 31.
- Коттеджный посёлок для судей Конституционного Суда РФ.

## Транспорт
Движение общественного транспорта по улице не осуществляется.
На территории коттеджного посёлка судей Конституционного Суда РФ проезд и проход по улице закрыт, что делит улицу на два не связанных между собой отрезка.

## Магистрали
Депутатская улица граничит или пересекается со следующими магистралями:
- Петроградская улица
- улица Вакуленчука
- Эсперова улица
- Ольгина улица
- Эсперов переулок
- Константиновский проспект
- набережная Мартынова